# Serra de Andia
A 'Serra de Andia' (em castelhano: Sierra de Andía; em basco: Andiako mendilerroa)  é uma meseta com ondulações suaves situada em Navarra, Espanha. É limitada a norte pelos vales de Araquile Ergoiena, a leste pela Cuenca (bacia) de Pamplona, a sul pela depressão de Estella e a oeste pela Serra de Urbasa. Desde 1997 que integra o Parque Natural Urbasa-Andia.

## Picos mas importantes
| Pico                            | Altitude (metros) |
| ------------------------------- | ----------------- |
| Monte Berain (ou de São Donato) | 1 493             |
| Yurbáin                         | 1 416             |
| Leziza                          | 1 350             |
| Amorro                          | 1 348             |
| Idoitxiki                       | 1 272             |
| Peña Blanca                     | 1 269             |
| Alto de las Bordas Viejas       | 1 265             |
| Pagomocheta                     | 1 237             |
| Malkasko                        | 1 237             |
| Elordia                         | 1 235             |
| Eskalaborro                     | 1 228             |
| Trinidad de Iturgoyen           | 1 222             |
| Mugaga                          | 1 217             |
| Aitzorrotz                      | 1 192             |
| Lardanburu                      | 1 183             |
| Dorrokoteka                     | 1 176             |
| Sarasa                          | 1 171             |
| Zoyolagana                      | 1 152             |
| Satrústegui II                  | 1 139             |
| Elimendi                        | 1 133             |
| Txurregi                        | 1 125             |
| Gaztelu III                     | 1 001             |
| Mendicelaya                     | 982               |